# Torrknölen
Torrknölen este o arie protejată (arie specială de conservare — SAC, sit de importanță comunitară — SCI, arie de protecție specială avifaunistică — SPA) din Suedia întinsă pe o suprafață de 205,1 ha, integral pe uscat.

## Localizare
Centrul sitului Torrknölen este situat la coordonatele 60°59′40″N 12°34′25″E / 60.9945°N 12.5735°E.

## Înființare
Situl Torrknölen a fost declarat sit de importanță comunitară în aprilie 2004 pentru a proteja 5 specii de animale. Alte tipuri de protecție:
- arie de protecție specială avifaunistică (în aprilie 2004)[2]
- arie specială de conservare (în martie 2011)[1][3][4]

## Biodiversitate
Situată în ecoregiunea boreală, aria protejată conține 3 habitate naturale: Mlaștini împădurite, Mlaștini turboase de tranziție și turbării mișcătoare, Taiga vestică.
La baza desemnării sitului se află mai multe specii protejate de  păsări (5): cocoșul de mesteacăn (Bonasa bonasia), ciocănitoare neagră (Dryocopus martius), ciocănitoare de munte (Picoides tridactylus), ciocănitoare verzuie (Picus canus),  cocoș de munte (Tetrao urogallus).